# منطقة فيروزبور
فيروزبور رمزها «FI» (بالإنجليزية: Firozpur)، هو تقسيم إداري لدولة الهند تتبع ولاية بنجاب (بالإنجليزية: Punjab)، مركزها هو مدينة فيروزبور (بالإنجليزية: Firozpur) عدد سكانها حسب تعداد سنة 2001 هو 1,744,753[بحاجة لمصدر]، مساحتها 5,865 كم² أو 2190 كم٢. أو 5305 كم٢.

## التقسيم الإداري والسكـان

### التقسيم الإداري
تنقسم المقاطعة لـ 3 تحصيل (فيروزبور، زيرا، جورو هارساهي) تنقسم بدورها لكتل (فيروزبور، غال خورد، جورو هارساهاي، مامدوت، زيرا ماخو، تضم إجمالاً 641 قرية و814 بانشايات غرام «مجلس قروي» وتضم 1 دائرة «لوك سابها» و4 دوائر «فيدان سابها».

### السكان
يبلغ عدد سكان مقاطعة فيروزبور حسب تعداد 2011 (قبل إنشاء مقاطعة فضلكا) نحو 2،029،074 نسمة، ما يجعل ترتيبها ال230 بين مقاطعات الهند، تبلغ الكثافة السكانية 380 نسمة/كم٢، وبلغ معدل النمو السكاني بين 2001-2011 16.08٪. ونسبة الجنس نحو 893 أنثى لكل 1000 ذكر، ومعدل معرفة القراءة والكتابة يبلغ 69.8٪.

#### الدين
| الدين في المقاطعة (تعداد 2011) | الدين في المقاطعة (تعداد 2011) | الدين في المقاطعة (تعداد 2011) | الدين في المقاطعة (تعداد 2011) | الدين في المقاطعة (تعداد 2011) |
| ------------------------------ | ------------------------------ | ------------------------------ | ------------------------------ | ------------------------------ |
| الديانة                        | الديانة                        |                                | النسبة                         | النسبة                         |
| السيخية                        | السيخية                        |                                | 53.76%                         | 53.76%                         |
| الهندوسية                      | الهندوسية                      |                                | 44.67%                         | 44.67%                         |
| المسيحية                       | المسيحية                       |                                | 0.95%                          | 0.95%                          |
| أخرى أو لم يذكر                | أخرى أو لم يذكر                |                                | 0.62%                          | 0.62%                          |

#### اللغة
حسب التعداد الهندي 2011، كان كان 93.01٪ من السكان يتحدثون البنجابية و5.67٪ يتحدثون الراجستانية كلغة أولى.

## المسؤولين (النواب المفوضين)[16]
| النائب المفوض           | الفترة                        |
| ----------------------- | ----------------------------- |
| Shri RBL Vishnu Bhagwan | 30 يناير 1947 - 20 يناير 1948 |
| جيان سينغ كحلون         | 3 فبراير 1948-14 مارس 1951    |
| إن كيه موخيرجي          | 15 مارس 1951-19 سبتمبر 1952   |
| S.Vohra                 | 14 مارس 1953-1 ديسمبر 1954    |
| رين أهوجا               | 2 ديسمبر 1954-3 فبراير 1955   |
| S.Vohra                 | 4 فبراير 1955-8 أبريل 1955    |
| رين أهوجا               | 23 أبريل 1955-30 مايو 1956    |
| إيشوار تشاندر           | 1 يونيو 1956-1 سبتمبر 1957    |
| J.N.Thadani             | 9 سبتمبر 1957-30 نوفمبر 1957  |
| P.P.Caprihan            | 1 ديسمبر 1957-10 يونيو 1959   |
| بهيم سينغ               | 11 يونيو 1959-27 ديسمبر 1963  |
| نارناريان سينغ          | 28 ديسمبر 1963-14 يونيو 1964  |
| M.C.Gupta               | 15 يونيو 1964-6 يوليو 1964    |
| كولديب سينغ فيرك        | 7 يوليو 1964-27 يوليو 1967    |
| كانوالجيت سينغ باينز    | 28 يوليو 1967-18 أبريل 1968   |
| أمريك سينغ بوني         | 19 أبريل 1968-31 أغسطس 1971   |
| سواران سينغ بوباري      | 1 سبتمبر 1971-4 أبريل 1975    |
| كمال ناين سينغ          | 9 أبريل 1975-13 فبراير 1976   |
| إقبال سينغ              | 3 مارس 1976-7 أغسطس 1976      |
| GBS Gosal               | 7 أغسطس 1976-4 فبراير 1977    |
| جورباتشان سينغ          | 8 فبراير 1977-27 مارس 1977    |
| A.K. Kundra             | 6 أبريل 1977-26 يوليو 1977    |
| سورجيت سينغ             | 28 يوليو 1977-6 أبريل 1978    |
| C.L.Bains               | 6 أبريل 1978-5 يوليو 1979     |
| G.K.Bhatnagar           | 8 يوليو 1979-28 نوفمبر 1979   |
| C.D.Khanna              | 28 نوفمبر 1979-5 مارس 1980    |
| N.K.Arora               | 6 مارس 1980-22 سبتمبر 1981    |
| H.K.Lal                 | 25 نوفمبر 1981-4 يوليو 1983   |
| A.C.Sharma              | 4 يوليو 1983-2 مايو 1984      |
| إنديرجيت سينغ           | 2 مايو 1984-30 نوفمبر 1987    |
| راكيش سينغ              | 1 ديسمبر 1987-20 أغسطس 1990   |
| سوريش كومار             | 22 أغسطس 1990-15 مايو 1992    |
| سارفيش كوشال            | 25 مايو 1992-1 سبتمبر 1993    |
| R.C.Nayar               | 2 سبتمبر 1993-20 أبريل 1995   |
| ساتيش شاندرا            | 20 أبريل 1995-31 يناير 1997   |
| G.S.Sidhu               | 31 يناير 1997-2 نوفمبر 1999   |
| كولبير سينغ سيدو        | 2 نوفمبر 1999-7 يونيو 2001    |
| S.R.Ladhar              | 7 يونيو 2001-12 أبريل 2002    |
| D.K.Tiwari              | 12 أبريل 2002-5 فبراير 2003   |
| راميندر سينغ            | 8 فبراير 2003-19 مايو 2003    |
| فيكاس براتاب            | 21 مايو 2003-28 نوفمبر 2003   |
| رانجيت سينغ             | 28 نوفمبر 2003-22 ديسمبر 2004 |
| بيدي تشاند ثاكور        | 23 ديسمبر 2004-7 أبريل 2006   |
| ارفيندر سينغ            | 8 أبريل 2006-8 أكتوبر 2006    |
| بهاجوانت سينغ           | 9 أكتوبر 2006-6 فبراير 2008   |
| مغراج                   | 7 فبراير 2008-9 يونيو 2009    |
| كمال كيشور ياداف        | 9 يونيو 2009-28 يوليو 2011    |
| سي. كارونا راجو         | 28 يوليو 2011-28 ديسمبر 2012  |
| مانجيت سينغ نارانج      | 1 يناير 2013-29 مايو 2014     |
| D.P.S. Kharbanda        | 2 يونيو 2014-8 نوفمبر 2016    |
| بالويندر سينغ داليوال   | 14 نوفمبر 2016-17 مارس 2017   |
| رامڤير                  | 17 مارس 2017-17 يوليو 2018    |
| بالويندر سينغ داليوال   | 18 يوليو 2018-13 فبراير 2019  |
| شاندار جايند            | 14 فبراير 2019-5 فبراير 2020  |
| كولوانت سينغ            | 6 فبراير 2020-15 يونيو 2020   |
| جوربال سينغ شاهال       | 19 يونيو 2020-الآن            |